# Gabor Kasa
Gabor Kasa (em sueco:  Габор Каса; nascido em 3 de fevereiro de 1989) é um ciclista de estrada sérvio. Competiu pela Sérvia nos Jogos Olímpicos de Verão de 2012, na prova de corrida em estrada.